# The Thin Red Line
 The Thin Red Line és una pel·lícula de guerra estatunidenca dirigida per Terrence Malick, estrenada el 1998.
Aquesta pel·lícula ha estat subtitulada en català.

## Argument
La pel·lícula conta la batalla de Guadalcanal en l'oceà Pacífic entre els americans i els japonesos. En un paisatge paradisíac, els soldats es lliuraran a una batalla sagnant on tots perdran una part d'ells mateixos.
La pel·lícula comença doncs per instants de calma i filosòfics per portar-nos sobre una de les illes que tenien els japonesos, Guadalcanal. Els personatges, espantats fins i tot abans del seu desembarcament tanmateix fàcil, han de recórrer un llarg camí per finalment aconseguir el pujol 210, fortament protegit per un búnquer.
L'assalt no pot ser més que frontal, acompanyat d'una mediocre preparació d'artilleria. El capità Staros comprova ràpidament que les pèrdues són molt fortes. La intendència no segueix, l'aigua falta. Arriba a desobeir una ordre del seu superior, demanant-li que anul·li l'assalt, que per a ell és una massacre inútil.
Després de llargues hores d'espera, una patrulla de 7 voluntaris s'encarrega d'acabar una pujada discreta de reconeixement i d'atacar si és possible. Els soldats aconsegueixen, a l'abric d'una petita cornisa, neutralitzar el búnquer i fer presoners.
Segueix llavors una atroç carnisseria on els japonesos són massacrats. Acabat aquest infern, els homes de la unitat Charlie troben una mica d'humanitat arribant a l'aeròdrom. Es veuen amb una nova missió. Però de camí són localitzats per l'enemic i una nova patrulla marxa a reconeixement. La temptativa és un fracàs i per salvar els seus camarades, Witt, un soldat, es sacrifica superant la Línia Vermella.

## Comentaris
La pel·lícula explora el comportament d'homes ordinaris en el moment d'un conflicte armat. Encara que composta d'escenes d'acció intensa i definides com a realistes, la pel·lícula és sobretot un poema sobre la guerra, o més aviat contra la guerra.
Escenes ultraviolentes van de la mà de plans sobre les meravelles de la naturalesa. Aquest contrast permet posar l'accent sobre l'absurd de la guerra. Exemplars rars de la fauna autòctona, i dels humans trobats a les bardisses, són filmats en llargs plans estàtics, com per posar en evidència la fragilitat del medi, lliurat a la brutalitat cega de la guerra i de les tècniques modernes devastadores. Al camp de base, la pista d'aterratge és una ferida vermellosa en el verd del bosc, i les famílies d'indígenes esperen, petrificades sota els seus refugis de fulles, mentre els G.I.  descansen jugant a cartes, s'emprenyen i es barallen...
Els llargs monòlegs interns dels personatges ens permeten aprofundir en les seves personalitats. El missatge sobre l'objectiu de la vida, la naturalesa humana i les raons de la violència passa així més fàcilment.
Malgrat els nombrosos actors coneguts als crèdits, no hi ha pròpiament cap paper principal.
Al muntatge final, nombroses seqüències hauran estat suprimides, sobretot aquelles amb Mickey Rourke, Gary Oldman, Bill Pullman i Lukas Haas. A més Billy Bob Thornton tindria gravades més de tres hores de narració, que tenen estat reemplaçades llavors per veus en off dels intèrprets de la pel·lícula.
A la seva estrena, la pel·lícula va patir la sortida quasi simultània de Saving Private Ryan, una altra pel·lícula de guerra que ha desviat probablement una part del seu públic potencial.
Malgrat set nomenaments als Oscars de 1998, The Thin Red Line no en va guanyar cap. La pel·lícula serà per contra consagrada per la crítica guanyant l'Os d'or a la Berlinale el 1999.

## Repartiment
- John Travolta: el brigadier-general Quintard
- Nick Nolte: el tinent-coronel Storm
- George Clooney: el capità Charles Bosche
- John Cusack: el capità John Gaff
- Elias Koteas: el capità Staros
- Jared Leto: el segon tinent Whyte
- Sean Penn: el sergent Edward Welsh
- John Savage: el sergent McCron
- Woody Harrelson: el sergent Keck
- John C. Reilly: el sergent Storm
- Adrien Brody: el caporal Fife
- Jim Caviezel: el soldat Witt
- Ben Chaplin: el soldat Bell
- Dash Mihok: el soldat Doll
- Tim Blake Nelson: el soldat Tills
- Larry Romano: el soldat Mazzi
- Arie Verveen: el soldat Charlie Dale

## Nominacions
- César a la millor pel·lícula estrangera